# Rhinolophus fumigatus
Rhinolophus fumigatus (Rüppell, 1842) è un pipistrello della famiglia dei Rinolofidi diffuso nell'Africa subsahariana.

## Descrizione

### Dimensioni
Pipistrello di medie dimensioni, con la lunghezza totale tra 60 e 113 mm, la lunghezza dell'avambraccio tra 47 e 60 mm, la lunghezza della coda tra 20 e 39 mm, la lunghezza del piede tra 9 e 15 mm, la lunghezza delle orecchie tra 19 e 28 mm e un peso fino a 24 g.

### Aspetto
La pelliccia è lunga, densa, soffice e lanuginosa. Le parti dorsali variano dal grigio al bruno-grigiastro con la base dei peli più chiara, mentre le parti ventrali leggermente più chiare. Le orecchie sono corte. La foglia nasale presenta una lancetta triangolare, con i bordi concavi e la punta arrotondata, un processo connettivo grande e arrotondato, una sella larga, con i bordi leggermente concavi o quasi paralleli, l'estremità arrotondata e cosparsa di pochi peli.. La porzione anteriore copre quasi completamente il muso, ha due fogliette laterali e un incavo centrale profondo alla base. Il labbro inferiore ha un solco longitudinale. Le membrane alari sono grigio scure o marroni scure, la prima falange del quarto dito è relativamente lunga. La coda è lunga ed inclusa completamente nell'ampio uropatagio. Il primo premolare superiore è piccolo e situato fuori la linea alveolare. Il cariotipo è 2n=58 FNa=62.

### Ecolocazione
Emette ultrasuoni ad alto ciclo di lavoro con impulsi di lunga durata a frequenza costante di 55–58 kHz in Malawi, 55 kHz in Sudafrica e 45–50 kHz in Uganda.

## Biologia

### Comportamento
Si rifugia singolarmente o in gruppi fino a 500 individui all'interno di grotte, cavità e fessure rocciose, tra ammassi rocciosi, in gallerie minerarie e nelle cavità di grandi alberi come il baobab. Occasionalmente è stato osservato in case o depositi di tabacco. Il volo è lento ed altamente manovrato, può prendere il volo da terra. Rimane appeso alle pareti con le zampe e completamente avvolto nelle ali. Entra in uno stato di torpore durante il giorno a temperature esterne di 21-24 °C.

### Alimentazione
Si nutre di piccoli coleotteri, falene e altri insetti catturati nella vegetazione. Alcuni individui sono stati osservati predare con la tecnica del posatoio, su di un ramo a circa 3 metri dal suolo.

### Riproduzione
Danno alla luce un piccolo alla volta tra novembre e dicembre. Femmine gravide sono state catturate da settembre a dicembre, mentre altre che allattavano sono state osservate tra novembre e gennaio.

## Distribuzione e habitat
Questa specie è diffuso nell'Africa subsahariana dal Senegal all'Eritrea ad est e fino al Sudafrica a sud.
Vive nelle savane, boscaglie, arbusteti, boschi di mopane e miombo. Non è presente nelle regioni desertiche e nelle foreste umide.

## Tassonomia
Sono state riconosciute 6 sottospecie:
- R.f.fumigatus: Eritrea, Etiopia centrale e settentrionale;
- R.f.abae (J. A. Allen, 1917): Repubblica Democratica del Congo nord-orientale, Uganda occidentale, Sudan del Sud meridionale;
- R.f.aethiops (Peters, 1869): Angola occidentale, Namibia centrale, Sudafrica, Zimbabwe, Mozambico centro-occidentale;
- R.f.diversus (Sanborn, 1939): Mauritania meridionale, Senegal, Gambia, Guinea, Sierra Leone e Liberia settentrionali;
- R.f.exsul (Andersen, 1905): Sudan centrale, Etiopia meridionale, Uganda orientale, Kenya, Ruanda, Tanzania, Repubblica Democratica del Congo sud-orientale, Zambia orientale, Malawi;
- R.f.foxi (Thomas, 1913): Burkina Faso meridionale, Costa d'Avorio settentrionale, Ghana, Togo, Nigeria, Camerun, Repubblica Centrafricana sud-occidentale, Gabon nord-orientale.

## Conservazione
La IUCN Red List, considerato il vasto areale e la popolazione presumibilmente numerosa, classifica R.fumigatus come specie a rischio minimo (Least Concern)).